# Калвертский морской музей
Калвертский морской музей (англ. Calvert Marine Museum) — музей, основанный Историческим обществом округа Калверт штата Мэриленд, США.

## Экспозиция
В составе экспозиции музея представлены сведения и предметы по морской и региональной тематикам, в том числе такие экспонаты, как маяк Drum Point, исторический парусник для добычи устриц Wm. B. Tennison и завод по обработке и упаковке устриц J. C. Lore Oyster House, являющиеся национальными историческими памятниками США. В музее представлен также реконструированный хрящевой «скелет» ископаемой акулы мегалодона длиной более 10 м. 
Экспозиция имеет отделы:
- палеонтологии
- биологии эстуария реки Патаксент
- истории мореплавания

Музей имеет аквариум, где представлены морские обитателя Чесапикского залива и других морей. Кроме того, на акватории музея расположено поселение канадской выдры.

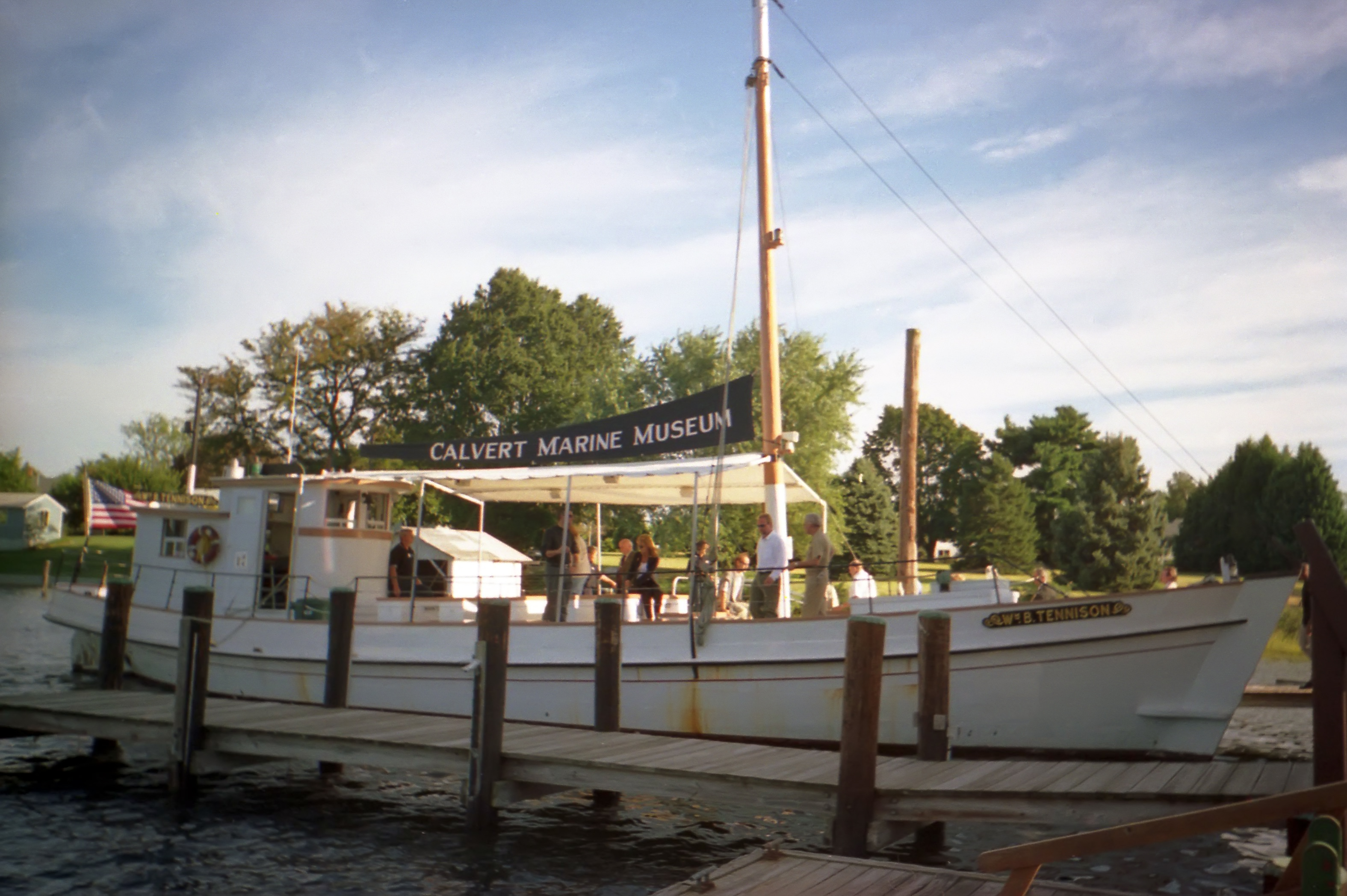
Исторический парусник William B. Tennison до ремонта (2003 год)

На паруснике Wm. B. Tennison проводятся регулярные круизы в устье р. Патаксент.